# Nazionale maschile under 16 di pallacanestro della Repubblica Dominicana
La nazionale di pallacanestro dominicana Under-16 è una selezione giovanile della nazionale dominicana di pallacanestro, ed è rappresentata dai migliori giocatori di nazionalità dominicana di età non superiore ai 16 anni.
Partecipa a tutte le manifestazioni internazionali giovanili di pallacanestro per nazioni gestite dalla FIBA.

## Partecipazioni

### FIBA Americas Under-16 Championship for Men
- 2015 - 4°